# BBV Union Bremen
BBV Union Bremen was een Duitse voetbalclub uit de stad Bremen.

## Geschiedenis
De club werd in 1901 opgericht als FC Elite Bremen. De club speelde in de Bremer stadscompetitie, een onderdeel van de Noord-Duitse voetbalbond. In 1905/06 eindigde de club samen met Werder Bremen op de eerste plaats en speelde een extra wedstrijd voor de titel, die ze met 3-2 verloren. De volgende seizoenen eindigde de club in de middenmoot. Nadat de club in 1908/09 niet meespeelde in de competitie fuseerde de club in 1909 met FC Roland en nam de nieuwe naam Bremer BV 01 aan. Ze keerden terug naar de competitie, waar ze derde eindigden. Na nog een derde plaats werden ze in 1912 vicekampioen achter Bremer SC 1891. Twee jaar later werden ze opnieuw vicekampioen. In 1915 degradeerde de club en keerde nog terug voor het seizoen 1918/19.
In 1923 fuseerde de club met TuS Schwachhausen, dat later wel opnieuw opgericht werd tot BBV Union Bremen. Een jaar later kon de club promotie afdwingen naar de hoogste klasse van de Wezer-Jade competitie. De club eindigde steeds in de betere middenmoot en nadat deze twee reeksen samen gevoegd werden bleef de club een middenmoter.
Na de competitiehervorming van 1933, toen de Gauliga Niedersachsen ingevoerd werd als nieuwe hoogste klasse kon de club zich hiervoor niet plaatsen. De club slaagde er ook niet meer in te promoveren.
Pas in 1959 slaagde de club er weer in te promoveren naar de hoogste klasse van Bremen, de Amateurliga. Dit was nu wel nog steeds de tweede hoogste klasse in West-Duitsland. Na twee seizoenen in de middenmoot degradeerde de club in 1962. Ze keerden terug in 1965, maar door de invoering van de Bundesliga in 1963 was dit nog maar de derde hoogste klasse. De club speelde er tot 1972 en eindigde in 1968 op de vierde plaats, hun beste notering. Na één seizoen keerde de club terug voor drie seizoenen. Vanaf 1974 was het nog maar de vierde klasse. Hierna keerden ze nog éénmalig terug in 1982/83.
In 1998 fuseerde de club met ATSV Bremen 1860 tot FC Union 60 Bremen.